# 指文字

イギリスの指文字

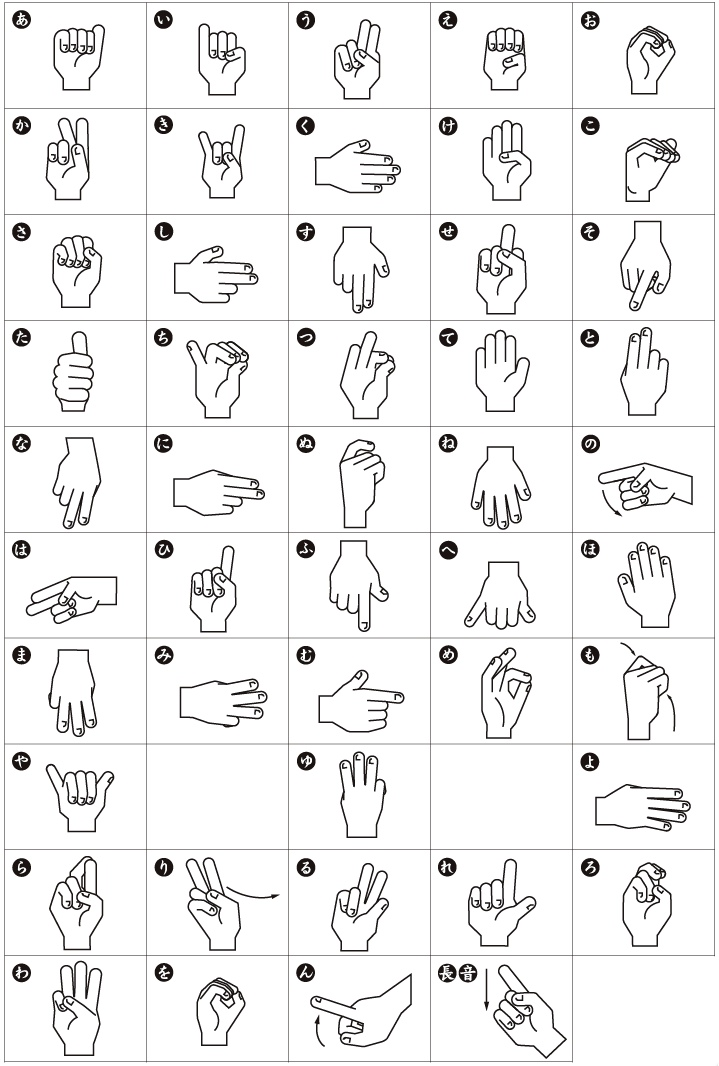
日本の指文字

アメリカの指文字

指文字（ゆびもじ）とは、手の形を書記言語の文字に対応させた視覚言語の一要素である。手話は音声言語や書記言語より語彙の数が格段に少ない為、手話単語にない単語は、指文字を使って一字一字ずつ書記言語の綴りを表現する。
ほとんどの国の指文字は片手だけを使うが、イギリス指文字、イギリスの影響があったオーストラリア指文字やニュージーランド指文字は両手を使って表す。

## 日本の指文字
現在、日本で一般的に使用されている指文字は、大阪市立聾唖学校（現・大阪府立中央聴覚支援学校）の教員だった大曽根源助が渡米した際にヘレン・ケラーと出会い、アメリカ式指文字を知ったことから発展した。帰国した大曽根は、アメリカ流の片手式指文字と共に、それまで日本で使われていた古河式・渡辺式・高木式・数字手真似・文字の形（例えば「へ」）を参照して、原案をつくった。その原案をたたき台にして校長の高橋潔を初めとする同校教員達が研究し、大阪市立聾唖学校制定の指文字として完成させた。昭和6年（1931年）、同校は完成した指文字を正式に採用・実施し、それが全国に普及していった。

### 日本の特殊な指文字
- 濁音は、清音の形を保ったまま手を右へ移動する。例えば、「ば」は、「は」の形を保ったまま手を右へ移動する。ただしこれは右手で表現する場合で、左手の場合は、手を左へ移動する。
- 半濁音は、清音の形を保ったまま手を上へ移動する。例えば、「ぱ」は、「は」の形を保ったまま手を上へ移動する。
- 促音は、清音の形を保ったまま手を手前に引く。例えば、「ゃ」は、「や」の形を保ったまま手を手前に引く。
- 「を」は、「お」の形を保ったまま手を手前に引く。

## 日本の特別支援学校における指文字使用
2012年の調査によると、日本の特別支援学校（聴覚障害）の国語授業で使われているコミュニケーション手段は、第6学年で指文字の使用率が81.3%で最も高かった（それ以前の1-5学年までは手話付きスピーチが75.0-89.5%で最も多い）。